# Catuna pallidior
Catuna pallidior är en fjärilsart som beskrevs av Rothschild 1918. Catuna pallidior ingår i släktet Catuna och familjen praktfjärilar. Inga underarter finns listade i Catalogue of Life.